# Pour passer le temps (Tetmajer)
Pour passer le temps. Oktawą – poemat Kazimierza Przerwy-Tetmajera. Jak poeta sam wskazał w podtytule, utwór jest napisany oktawą, czyli strofą ośmiowersową pochodzenia włoskiego układaną jedenastozgłoskowcem i rymowaną abababcc. Składa się z 64 strof, co sumuje się do 512 wersów. Francuski tytuł Pour passer le temps można tłumaczyć różnie, między innymi dla rozrywki. Utwór był próbą wskrzeszenia gatunku poematu dygresyjnego w stylu Beniowskiego Juliusza Słowackiego, które to dzieło było napisane zwrotką abababcc. Sam Tetmajer nie był jednak zadowolony z poematu, ponieważ uważał go za zbyt „lekki” (niepoważny).
Tę willę wielkim otoczył parkanem,
parkan zaś cały oplótł żywopłotem;
wewnątrz park kwieciem ustroił różanem,
pąsem kaktusów i pomarańcz złotem;
postawił namiot pod chłodnym platanem,
zawiesił miękki hamak pod namiotem,
i wodzie w lilie ubrawszy krawędzie,
flamingi na nią puścił i łabędzie.

## Fabuła
Odznaczająca się wyjątkową urodą Irena wychowała się w sierocińcu klasztornym. Po ukończeniu siedemnastu lat zamieszkała w Warszawie u ciotki. O Irenie marzyło wielu młodych ludzi. Jej kochankiem został młody idealista Henryk, ale traktowała go bardzo obojętnie. Wkrótce wyszła dla pieniędzy za przedsiębiorcę monopolowego Wilhelma Kufkego, którego również obdarzała wdziękami tylko sporadycznie. W owym czasie Henryk próbował zagłuszyć swoje cierpienia pracą organiczną, ale niewdzięczni chłopi oraz artyści wyrządzili mu wiele krzywd. W rezultacie wyjechał z polskich terenów i zamieszkał samotnie pod Neapolem. W drodze do Włoch wysłał z Bazylei chaotyczny list do Ireny, próbując wyrazić swoje uczucia i przysięgając, że ją odzyska. List przeleżał rok w biurku żony piwowara; Henryk popadł w dekadentyzm, dużo rozmyślał na banalne tematy. W końcu dziewczyna przypadkowo przeczytała list i namówiła męża na wycieczkę do Włoch. Właśnie wtedy dekadent wybrał się do opery i spotkał tam zachwycającą, ale bardzo ubogą Violę (w czasach Tetmajera imię wymawiane trójzgłoskowo „Wi-jo-la”). Od słowa do słowa, zaprosił ją do swojej willi jako towarzyszkę. W tym celu zapłacił jej matce „odstępne”, wysoko przelicytowując ofertę domu publicznego „Casa Fioravanti”. W towarzystwie Violi chciał popełnić samobójstwo poprzez zażycie cyjanku, ponieważ uważał życie za bezsensowne i czuł się wyzuty z wszelkich żądz. Wtedy właśnie nadeszła Irena i – czując się zdradzona – uczyniła Henrykowi wiele gorzkich wyrzutów, a następnie zemdlała. Zaraz potem (gdy tylko odzyskała przytomność), najwyraźniej przebaczyła dawnemu kochankowi, gdyż utwór kończy scena miłosna pomiędzy nimi. Ostatnie słowa są jednak pesymistyczne, gdyż brzmią „«Verweile doch! du bist so schön!»... Na próżno...”, co znaczy (po niemiecku) „«Trwaj, chwilo! jesteś tak piękna!»... Na próżno...”.